# Klenike
Klenike (cyr. Кленике) – wieś w Serbii, w okręgu pczyńskim, w gminie Bujanovac. W 2002 roku liczyła 268 mieszkańców.
We wsi nad rzeką Pczińą mieści się Monaster Prohor Pčinjski.